# Simon Rrota
Simon Rrota, född 23 oktober 1887 i Shkodra, Albanien, död 27 januari 1959, var en albansk målare och fotograf. Rrota finns representerad på Albaniens nationella konstgalleri i Tirana. Bland hans verk kan nämnas porträttet av Lekë Dukagjini som återfinns i Shkodra.